# Michael Graves
Michael Graves (Indianapolis, 9 juli 1934 – Princeton, 12 maart 2015) was een Amerikaanse architect en designer. Hij behoorde in de jaren zestig samen met Meier, Gwathmey, Hejduk en Eisenman tot The New York Five, een groep modernistische architecten en is onder andere bekend door zijn huishoudelijke artikelen, die hij ontwierp voor de Amerikaanse keten Target. Voor het Italiaanse huishoudmerk Alessi ontwierp hij veel producten, onder andere een bekend theeservies. Van Graves zijn twee omvangrijke werken in Nederland en één in België uitgevoerd. Opmerkelijk is zijn overgang van modernistische naar postmodernistische architectuur met het Portland Building, gerealiseerd in 1982 te Portland, Oregon.
Vanaf 2003 leed hij aan een infectie en moest in een rolstoel verder leven. Hij ontwierp vanaf toen ziekenhuismeubelen, rolstoelen en als architect werd hij ook gevraagd bij de bouw van ziekenhuizen.
Graves overleed in 2015 op 80-jarige leeftijd in Princeton.

## Gebouwen (selectie)
- Alexander House in Princeton in New Jersey, 1971-1973
- Plocek House in Warren in New Jersey
- Crooks House in Fort Wayne in Indiana, 1976
- Hanselmann House in Fort Wayne in Indiana, 1967
- Portland Public Service Building in Portland in Oregon, 1982
- Public Library in San Juan Capistrano Californië, 1981-1983
- Humana Building in Louisville in Kentucky, 1985
- Ten Peachtree Place in Atlanta in Georgia, 1990
- Walt Disney World Swan- en Walt Disney World Dolphin Resort in Walt Disney World in Orlando in Florida, 1990
- Team Disney Building in Burbank in Californië, 1991
- Disney's Hotel New York in Marne-la-Vallée in Frankrijk nabij Parijs, 1992
- Michael C. Carlos Museum en de Emory University in Atlanta in Georgia, 1993
- 1500 Ocean Drive[2] in South Beach in Florida, 1993
- Engineering Research Center in de University of Cincinnati in Cincinnati in Ohio, 1994-1995
- Bryan Hall in de University of Virginia in Charlottesville in Virginia, 1995
- De Denver Public Library in Denver in Colorado, 1996
- Indianapolis Art Center[3] in Indianapolis in Indiana, 1996
- O'Reilly Theater in Pittsburgh in Pennsylvania, 1999
- Topeka & Shawnee County Public Library, 2001
- Steigenberger Hotel, Golf Clubhuis en villapark in El Gouna (Egypte), in samenwerking met de Egyptische architect Ahmed Hamdy
- Martel College in de Rice University in Houston in Texas, 2002
- National Museum of Prehistory[4] in Taitung in Taiwan, 2002
- North Hall in de Drexel University in Philadelphia in Pennsylvania, 2002
- Minneapolis Institute of Arts Expansion in Minneapolis in Minnesota, 2006
- Alter Hall in de Fox School of Business in de Temple University in Philadelphia in Pennsylvania, 2006
- St. Coletta School in Washington D.C., 2006
- Resorts World in Sentosa in Singapore, momenteel in aanbouw
- Castalia (Ministerie van VWS) in de Resident in Den Haag in Nederland, 1998
- Radisson Blu Astrid Hotel in Antwerpen in België, vernieuwd in 2007
- Louwman Museum in Den Haag in Nederland, 2010
- Kasteel Holterveste in Den Bosch

## Galerij

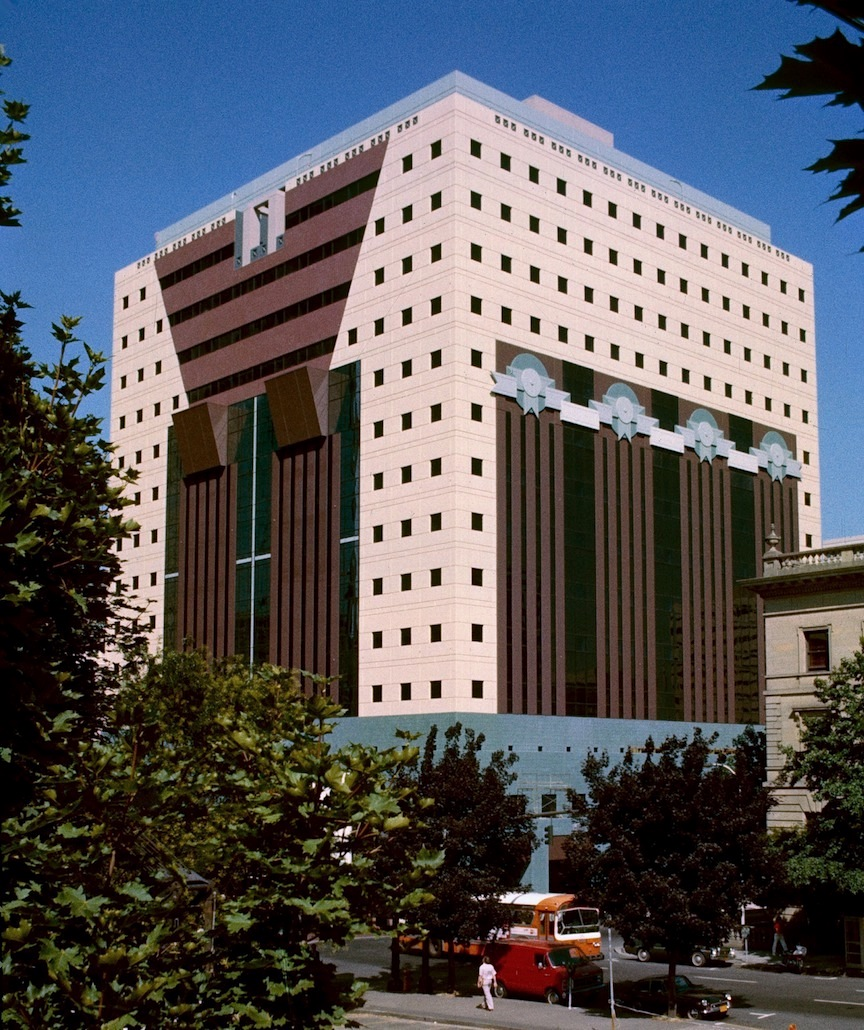
Portland Public Service Building in Portland
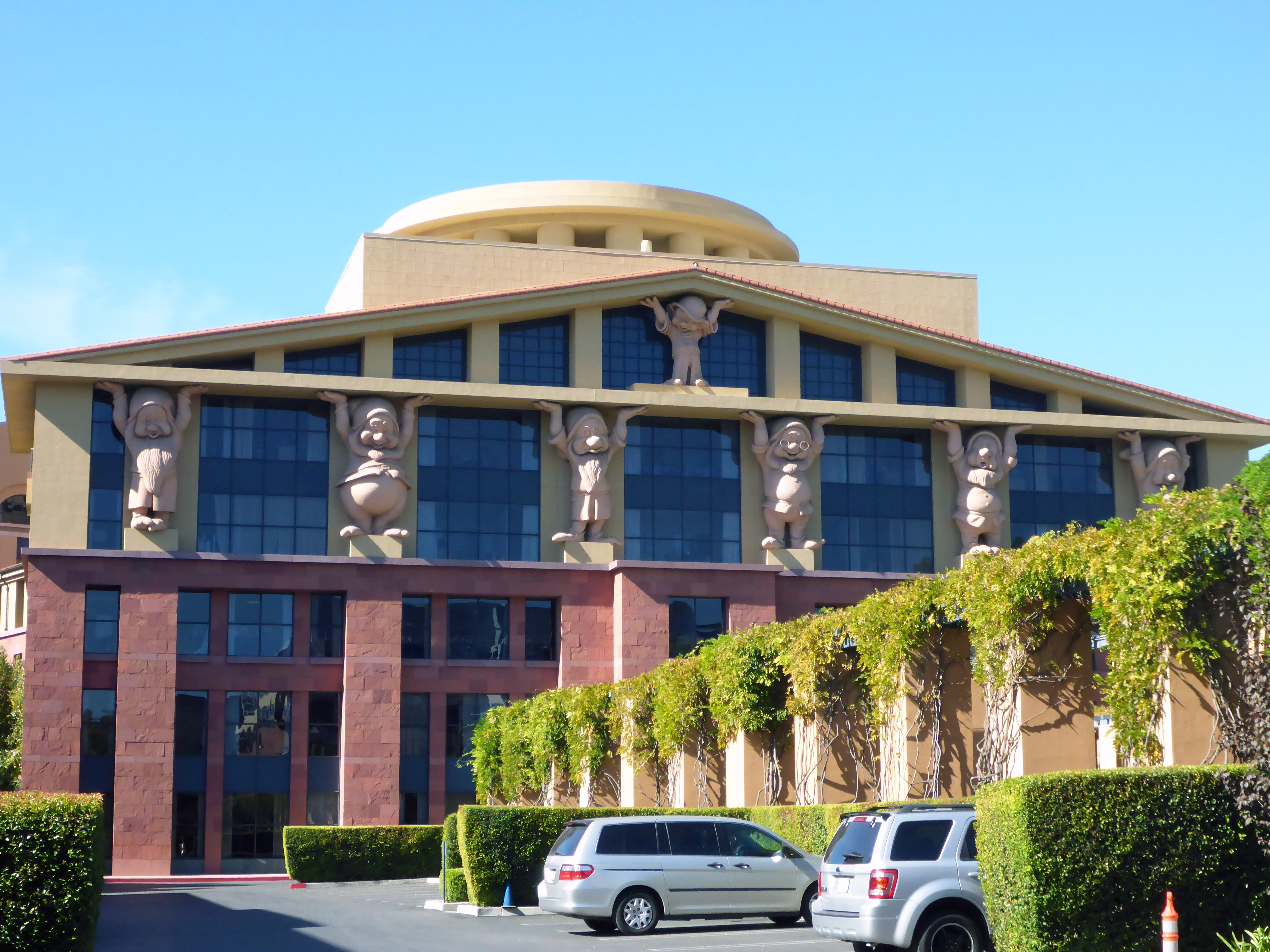
Team Disney Building in Burbank
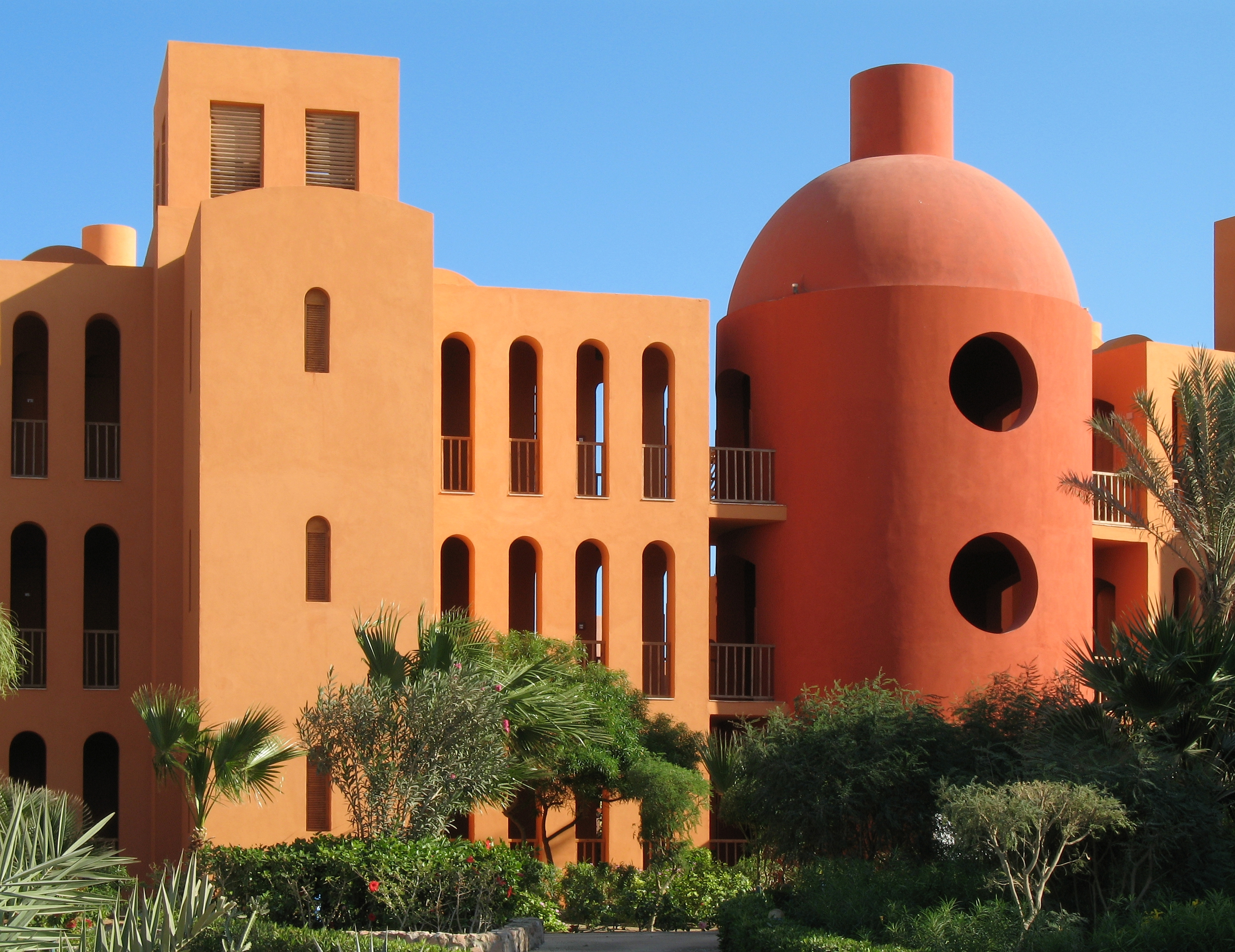
Steigenberger Hotel in El Gouna (Egypte), ontworpen in samenwerking met Ahmed Hamdy